# Viaducto de Crumlin
El viaducto de Crumlin era un puente ferroviario ubicado sobre el pueblo de Crumlin, en Gales del Sur. Originalmente fue construido entre 1853 y 1857 para permitir el paso de la Extensión de Taff Vale del Ferrocarril de Newport, Abergavenny y Hereford (NA&HR) a través del río Ebbw.
Ha sido calificado como "uno de los ejemplos más significativos de logros tecnológicos durante la Revolución Industrial". A lo largo de sus 107 años de servicio (hasta que fue desmantelado en 1965), se mantuvo como el puente menos costoso para su tamaño jamás construido; el viaducto ferroviario más alto en el Reino Unido; y el tercer viaducto más alto del mundo (después del acueducto en Spoleto, en Italia, y del antiguo viaducto de Portage, una estructura de madera que estaba localizada en Portage, en el estado de Nueva York).

## Trasfondo

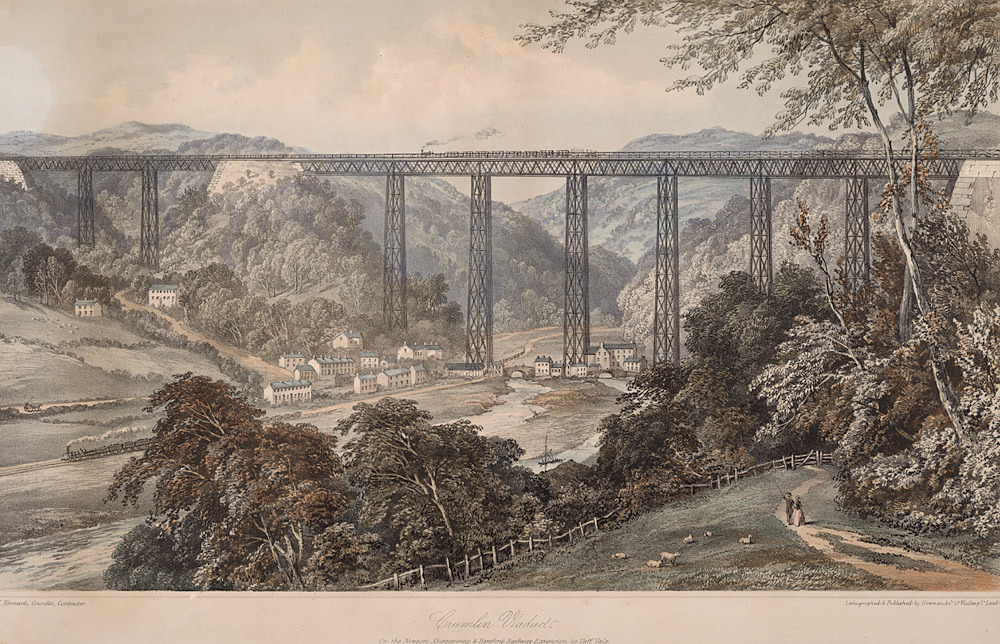
Litografía de 1860

Durante la Revolución Industrial y la extracción masiva de carbón en Gales del Sur, se produjo un gran crecimiento de la construcción de vías férreas que daban acceso a los pozos de la rica zona minera. El Ferrocarril de Taff Vale monopolizó tanto el comercio de envío de carbón a los muelles de Cardiff, que los propietarios de las minas estaban deseosos de que las compañías ferroviarias de la competencia mejoraran las velocidades de envío, brindaran acceso a nuevos mercados y, por lo tanto, redujeran las tarifas de envío.
El Ferrocarril de Londres y del Noroeste había desarrollado una ruta para las industrializadas regiones de las Tierras Medias Occidentales y del Noroeste de Inglaterra, controlando el Ferrocarril de Llanfihangel y los Ferrocarriles de Grosmont como líneas generadoras de tráfico a través del Ferrocarril de Hereford y, por lo tanto, a partir de este, a través del Ferrocarril de Shrewsbury y Hereford controlado conjuntamente por el GWR y por el LNWR. Esto permitió el envío de mercancías desde Pontypool y Ebbw Valley a Hereford. Sin embargo, el acceso a las productivas cuencas carboníferas de Rhymney Valley y de Rhondda estaba restringido en el mejor de los casos, al tener que enrutar los trenes hacia el sur con dirección a Cardiff a través del TVR, para continuar en la ruta del Ferrocarril del Sur de Gales hacia Newport a través del GWR, antes de poder acceder a las vías controladas por el LNWR.
El Parlamento del Reino Unido aprobó una Ley el 3 de agosto de 1846 que autorizaba la construcción del Ferrocarril de Extensión de Taff Vale, que conectaría Coedygric North Junction en Pontypool con el TVR/GWR en Quakers Yard y, por lo tanto, permitiría el acceso directo y controlado por el LNWR. El LNWR aprobó el gasto de capital requerido y fusionó los tres ferrocarriles existentes y el proyecto de extensión en el nuevo Ferrocarril de Newport, Abergavenny y Hereford.

## Construcción

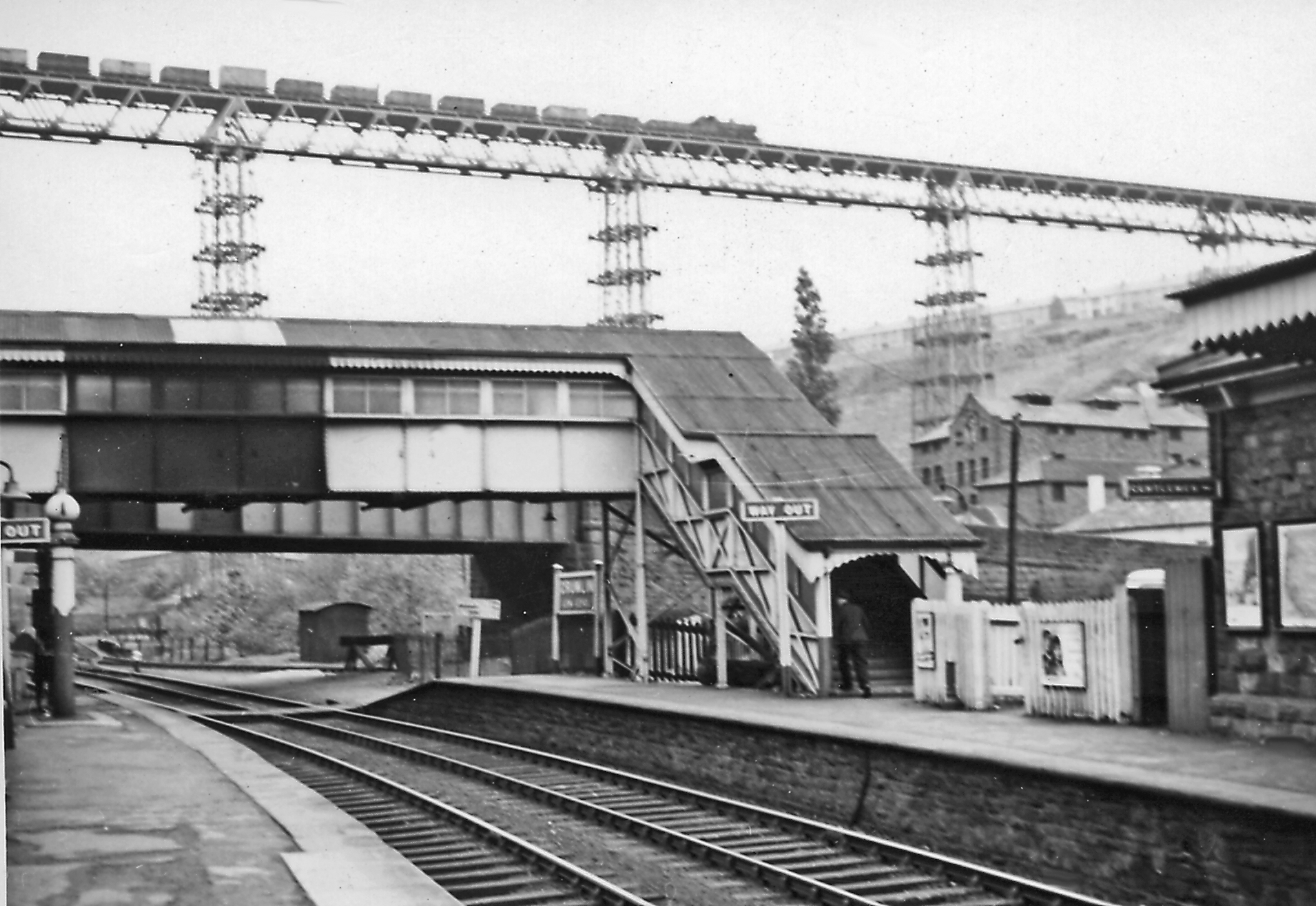
El viaducto pasando sobre la Estación de Crumlin

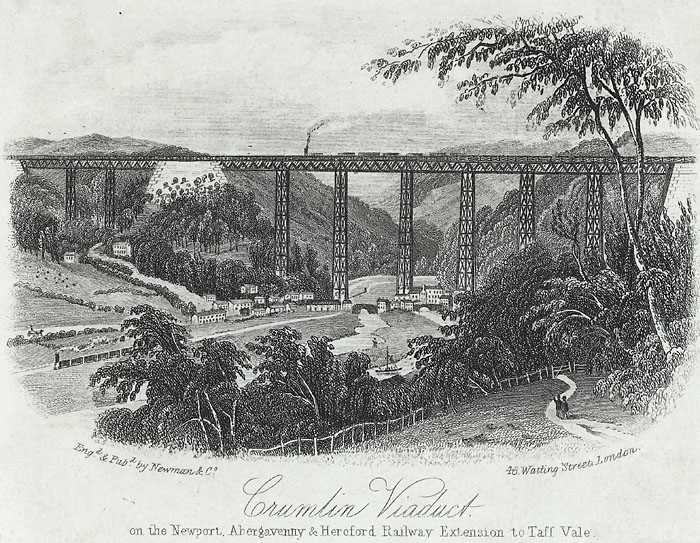
Viaducto de Crumlin en la extensión ferroviaria de Newport, Abergavenny y Hereford a Taff Vale, hacia 1865 por Newman and Co. (Londres, Inglaterra)

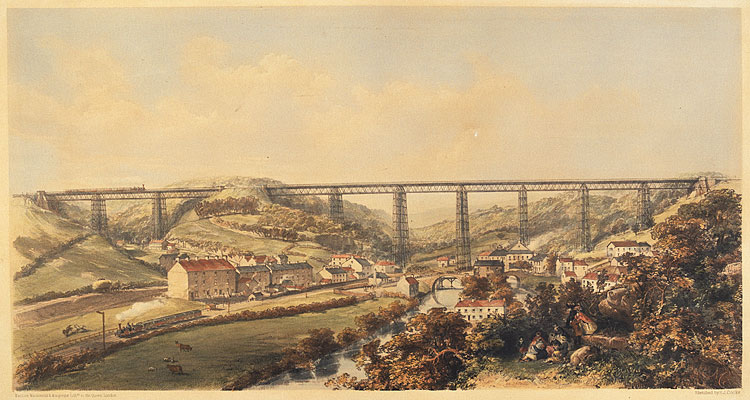
Viaducto de Crumlin, en la Extensión de Taff Vale del Ferrocarril de Midland del Oeste, hacia 1855 por H J Cooke, fl ca 1855 y Maclure, Macdonald y Macgregor (litógrafos), grabador

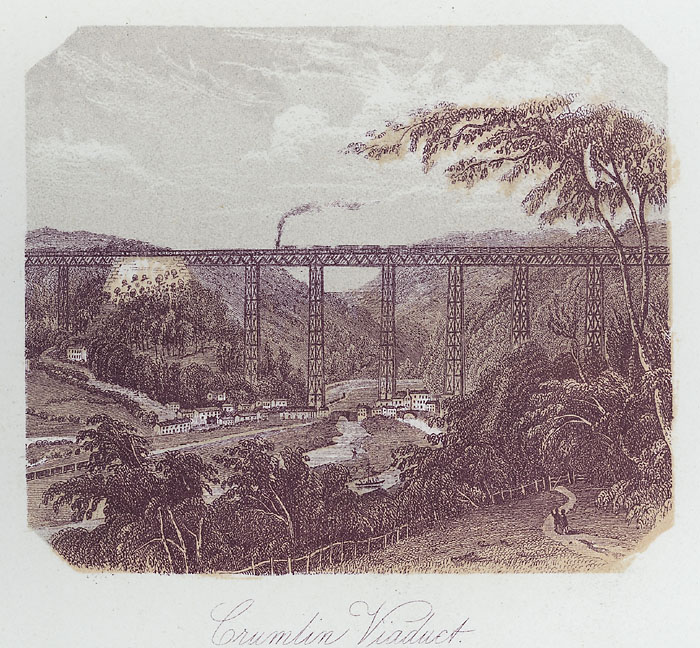
Viaducto de Crumlin. En la extensión ferroviaria de Newport, Abergavenny y Hereford hasta Taff Vale (hacia 1865)

La ruta para la extensión de Taff Vale requirió la construcción de dos viaductos importantes a través de los valles de dos ríos principales: uno a través del río Ebbw; y otro a través del río Rhymney, el viaducto de Hengoed.
El Valle de Ebbw planteó dos desafíos significativos a través de su geografía:
- Su altura creó tanto un problema estructural como un problema vinculado a las cargas generadas por el viento, ya que cuanto más redujera la sección del valle la estructura, mayor sería el efecto de canalización que contribuiría a aumentar la velocidad del viento.
- En realidad son dos valles, el del Ebbw y el más pequeño del Kendon

El ingeniero jefe Charles Liddell concluyó que la piedra sería una mala elección para la construcción de un puente adecuado, ya que sería necesario enviar piedra adicional al valle y la altura de la estructura resultante daría como resultado un puente inestable y de alto mantenimiento. Además, la solidez de una estructura de piedra crearía un flujo de viento comprimido adicional alrededor de las vías del tren, lo que resultaría en un posible peligro para la seguridad de los pasajeros y la tripulación del tren. Además, el resultado de ingeniería requerido también habría sido muy costoso. Por lo tanto, su recomendación a la junta fue una estructura de hierro fundido.
Se recibieron dos respuestas de licitación en agosto de 1852, con la recomendación de Liddell para un diseño del ingeniero civil escocés Thomas W. Kennard, utilizando un diseño modificado utilizando una viga Warren. Los contratos se firmaron en diciembre de 1852, con una fecha de finalización estipulada para el 1 de octubre de 1857. Después de más experimentación de su sistema de diseño en los talleres de Blaenavon Ironworks propiedad de su padre. Las piezas de hierro de las estructuras se moldearon en Falkirk Ironworks de Kennard, y se enviaron a través de los muelles de Newport.
Kennard comenzó la construcción en octubre de 1853, acometiendo las obras del viaducto de Crumlin en la orilla este. Aquí se juntaron las piezas fundidas de Falkirk con el hierro forjado procedente de Blaenavon, y se llevaron a cabo todos los trabajos de ajuste y fabricación. Después de desviar el ramal del Canal de Monmouthshire y Brecon, y con el terreno situado entre los dos valles actuando como el noveno pilar del puente, la primera viga se colocó en su lugar el 3 de diciembre de 1854. La estructura se terminó a finales de mayo de 1857, permitiendo conectar la Estación de Pontypool Clarence Street (situada en el norte) a través del túnel de Bryn (de 398 yardas (363,9 m) de longitud), con el extremo este del viaducto.
Las pruebas comenzaron ese mismo mes, supervisadas por el inspector designado por la Cámara de Comercio, el coronel Wynne. Seis locomotoras cargadas con arrabio o plomo con un peso total de 370 toneladas largas (375,9 t) fueron puestas a cargo del maquinista "Mad Jack" de Pontypool, quien antes de realizar su primera travesía había visitado cada pub de Crumlin. Mad Jack era en realidad John Thomas Jenkins, un conductor de locomotoras nacido en 1821. A pesar de que le dijeron que fuera despacio, atravesó el viaducto a una considerable velocidad. Al completar el cruce, le dijo al ingeniero enojado: "cuando la eternidad te mira directamente a la cara, ¡también puedes ir a toda velocidad para encontrarla!" Murió a los 65 años, cuando todavía estaba en servicio con el Ferrocarril de Londres y del Noroeste. Después de una serie de pruebas, durante las cuales se midió una flecha inferior a 1,5 pulgadas (3,8 cm), el puente fue aprobado para su uso ese mismo mes.

## Operaciones
El viaducto fue inaugurado un lunes de Pentecostés, el 1 de junio de 1857, por Lady Isabella Fitzmaurice, y el primer tren cruzó el puente y entró en el túnel de Bryn en junio de 1854, pero no pudo continuar más adelante, porque el equipo de construcción de Kennard aún no había terminado el viaducto de Hengoed, para el que había ganado el contrato de diseño y obra como ingeniero civil. El viaducto final de Crumlin, con 200 pies (61,0 m) de altura, 1650 pies (502,9 m) entre sus dos secciones, y diez vigas de celosía (para salvar 1066 pies (324,9 m) con 7 vigas y 584 pies (178 m) con las otras tres), siguió siendo el viaducto ferroviario más alto de Gran Bretaña durante toda su vida útil. Cerca estaban las dos estaciones de Crumlin, tanto la situada a la entrada del viaducto como la localizada en el valle.
Como predijo Liddell, la ubicación de la estructura resultó ser susceptible a los fuertes vientos y al balanceo resultante, lo que se tradujo en un mantenimiento continuo y costoso. La ruta del NA&HR, debido a una combinación de su altura y pendiente, resultó ser una de las líneas ferroviarias más costosas de operar en todo el Reino Unido. Por lo tanto, no fue una sorpresa cuando, tras la nacionalización posterior a la Segunda Guerra Mundial, British Rail redujo toda la extensión de la línea a vía única después de 1947.

## Cierre y demolición
Como resultado del Plan Beeching, el último tren de pasajeros programado en dirección oeste pasó por encima del viaducto el sábado 13 de junio de 1964, a las 8:55 p. m. El último tren en dirección este sobre la línea de Vale of Neath (el de las 8.45 p. m.) pasó a las 22:54, pero aparentemente solo llegó hasta Aberdare en esa fecha.
Se discutió la preservación del viaducto histórico, y el Ministerio de Vivienda y Gobierno Local programó la estructura como de interés arquitectónico e histórico. Pero aunque el viaducto de piedra de Hengoed sobrevivió, un estudio estructural del viaducto de hierro fundido de Crumlin mostró su mal estado y la consiguiente necesidad de una gran inversión para asegurar su futuro, por no hablar de los costos de mantenimiento continuos. Por lo tanto, se tomó la decisión de desmantelarlo porque, para entonces, la zona edificada con viviendas se había extendido hacia la zona del valle bajo el viaducto.
En el período entre el cierre del NA&HR y el comienzo de la operación de desmantelamiento, se filmaron escenas de la película de Universal Pictures Arabesque, protagonizada por Sophia Loren y Gregory Peck, tanto en el puente como en sus alrededores. La demolición del viaducto, por parte de Bird's of Swansea, comenzó en junio de 1965 y requirió nueve meses, con la ayuda de un puente Bailey.
Las partes de hierro del puente se habían desmantelado por completo a fines de 1967, y ahora solo quedan visibles los pilares de piedra y hormigón unidos a los lados del valle.
Los pilares son visibles en las coordenadas siguientes: 51°40′51.19″N 3°08′14.55″O / 51.6808861, -3.1373750, 51°40′47.48″N 3°08′30.07″O / 51.6798556, -3.1416861 y 51°40′44.16″N 3°08′36.79″O / 51.6789333, -3.1435528